# Kutno
Kutno je město ve středním Polsku, v Lodžském vojvodství v okrese Kutno. Nachází se přibližně 112 km západně od Varšavy a protéká jím řeka Ochnia. V roce 2024 zde žilo 40 484 obyvatel.
Okolí Kutna je charakteristické jako nejsušší část Polska, průměrné roční srážky nepřevyšují 550 mm.

## Historie
Podle legendy bylo město založeno v 10. století šlechticem Petrem z Kutné Hory, pravděpodobnější je však původ ze staropolského výrazu „kąty“, označujícího provizorní bydlení lesních dělníků. První písemná zmínka o Kutnu pochází z roku 1301, roku 1386 mu Zemovít IV. udělil právo pořádat trhy a v roce 1444 je uváděno jako město. Rozvoj nastal v 18. století, kdy město patřilo rodu Zamojských.
Kutno bylo známé početnou židovskou populací, která před druhou světovou válkou činila 8 000 z celkových 26 000 obyvatel města. Narodil se zde spisovatel Šalom Aš, na jehož počest se ve městě koná bienále židovské kultury. Místní Židé byli vyvražděni za druhé světové války, kdy byla také zničena synagoga.
V září 1939 proběhla v blízkosti města bitva na Bzuře, při níž se polská armáda neúspěšně pokusila odrazit agresi nacistického Německa.

## Doprava
Kutno je významným dopravním uzlem: leží nedaleko dálnice A1, kříží se zde železniční trati z Varšavy do Poznaně a z Lodže do Toruně. Místní průmysl reprezentují firmy AMZ-Kutno (automobily), Miflex (elektronické součástky), DS Smith (obalové materiály), Polfarmex (léčiva) a Hoop (nealkoholické nápoje). Sídlí zde Vyšší národohospodářská škola.

## Památky
K turistickým atrakcím patří historické centrum s kostelem sv. Vavřince z roku 1301, přestavěným v 19. století, a městský park Jara národů o rozloze 17 hektarů, v němž se nachází muzeum bitvy na Bzuře. Město je známé také díky svátku růží, který se koná od roku 1974.